# Brunhós
Brunhós is een plaats (freguesia) in de Portugese gemeente Soure en telt 202 inwoners (2001).